# Eleanor Dillon
Sœur Eleanor Dillon (c. 1601 - 1629) est une abbesse irlandaise et la cofondatrice des Pauvres Dames en Irlande,.

## Biographie
Eleanor Mary Dillon est née vers 1601 à Killenfaghny dans le comté de Westmeath. Ses parents sont Theobald Dillon, 1er vicomte Dillon et Eleanor (née Tuite). Elle a quatre sœurs et sept frères dont Lucas, James et Cecily Dillon. Elle entre avec les sœurs anglaises pauvres à Gravelines en Flandre avec sa sœur et professe, avec sa sœur, le 8 septembre 1622 en tant que sœur Eleanor Mary de St Joseph. Dillon dirige un groupe de cinq jeunes religieuses irlandaises de Gravelines pour Dunkerque en 1625, pour fonder le premier couvent pour les femmes irlandaises depuis la suppression des monastères. En raison des loyers élevés, le groupe ne reste à Dunkerque que peu de temps, partant pour Nieuport en Flandre en 1626 et y fondant un couvent au début de 1627,,.
À cette époque, les frères Louis et George Dillon, sont tous deux prêtres, suggèrent à leurs sœurs de retourner en Irlande pour y fonder un couvent. À cette époque, les catholiques sont traités moins sévèrement par les autorités anglaises, qui voient un certain nombre d'établissements religieux. Les sœurs Dillon arrivent en Irlande vers le 13 juin 1629 et établissent le premier couvent des Pauvres Dames en Irlande sur Merchants' Quay à Dublin. Eleanor Dillon en devient l'abbesse. La date exacte de sa mort est inconnue, mais elle est morte en 1629 lorsque le couvent est établi, ce qui conduit sa sœur à prendre sa place en tant qu'abbesse,.